# Chrysops pallidefemoratus
Chrysops pallidefemoratus är en tvåvingeart som beskrevs av Krober 1930. Chrysops pallidefemoratus ingår i släktet Chrysops och familjen bromsar. Inga underarter finns listade i Catalogue of Life.